# Poncello Orsini
Poncello Orsini est un cardinal italien né à Rome, capitale des États pontificaux, et décédé le 2 février 1395 à Rome.

## Biographie
Il est de la famille Orsini des papes Célestin III (1191-1198), Nicolas III (1277-1280) et Benoît XIII (1724-1730) et des cardinaux Matteo Orsini (1262), Latino Malabranca Orsini, O.P. (1278), Giordano Orsini (1278), Napoleone Orsini (1288), Francesco Napoleone Orsini (1295), Giovanni Gaetano Orsini (1316), Matteo Orsini (1327), Rinaldo Orsini (1350), Giacomo Orsini (1371), Tommaso Orsini (1382/85), Giordano Orsini, iuniore (1405), Latino Orsini (1448), Cosma Orsini, O.S.B. (1480), Giovanni Battista Orsini (1483), Franciotto Orsini (1517), Flavio Orsini (1565), Alessandro Orsini (1615), Virginio Orsini, O.S.Io.Hieros. (1641) et Domenico Orsini d'Aragona (1743).
Poncello Orsini est archidiacre de Virtuen à Gênes et chanoine de la basilique Saint-Pierre à Rome. Il est élu évêque d'Aversa en 1370.
Orsini est créé cardinal par le pape Urbain VI lors du consistoire du 18 septembre 1378. Le cardinal Orsini est légat apostolique dans les Marches et vicaire général de Sabina. Il accompagne le pape à Nocera en 1395, mais il écrit des lettres sur la sévérité du pape. 
Le cardinal Orsini participe au conclave de 1389, lors duquel Boniface IX est élu et devient vicaire du pape à Rome et le dernier commendataire de l'hospice de S. Tommaso in Formia al Monte Celio à Rome.